# アクセル・ルンド・スヴィンダル
アクセル・ルンド・スヴィンダル（Aksel Lund Svindal, 1982年12月26日 - ）は、ノルウェー出身のアルペンスキー選手。

## 経歴
2002年のジュニアの世界選手権、複合で優勝。他種目でもメダルを獲得。
翌2003年の世界選手権、大回転で5位入賞を果たす。
2005年11月27日ワールドカップレイク・ルイーズ大会スーパー大回転でワールドカップ初優勝。その後ワールドカップでは13回優勝している。
その2005年-2006年シーズンにはスーパー大回転でワールドカップ・種目別優勝。2006年-2007年シーズンは総合優勝を飾り、滑降と複合で種目別優勝した。
2007年11月、アメリカ合衆国のビーヴァークリークで練習中に顔面骨折、スキー板で体を深く切り、意識不明の重体という大怪我を負う。しかし翌シーズンには復帰。練習中に事故を起こしたそのビーヴァークリークでの大会での滑降とスーパー大回転で2008年12月、復帰後初優勝を飾る。
そしてその2008年-2009年シーズン、ワールドカップ総合優勝、スーパー大回転で種目別優勝。そして世界選手権でもスーパー複合で金メダル、スーパー大回転で銅メダル、という華々しい復帰シーズンとなった。
2010年バンクーバーオリンピックでは得意のスーパー大回転で優勝。滑降で銀メダル、大回転で銅メダルに輝いた。
2010年-2011年シーズン、世界選手権スーパー複合で金メダル。

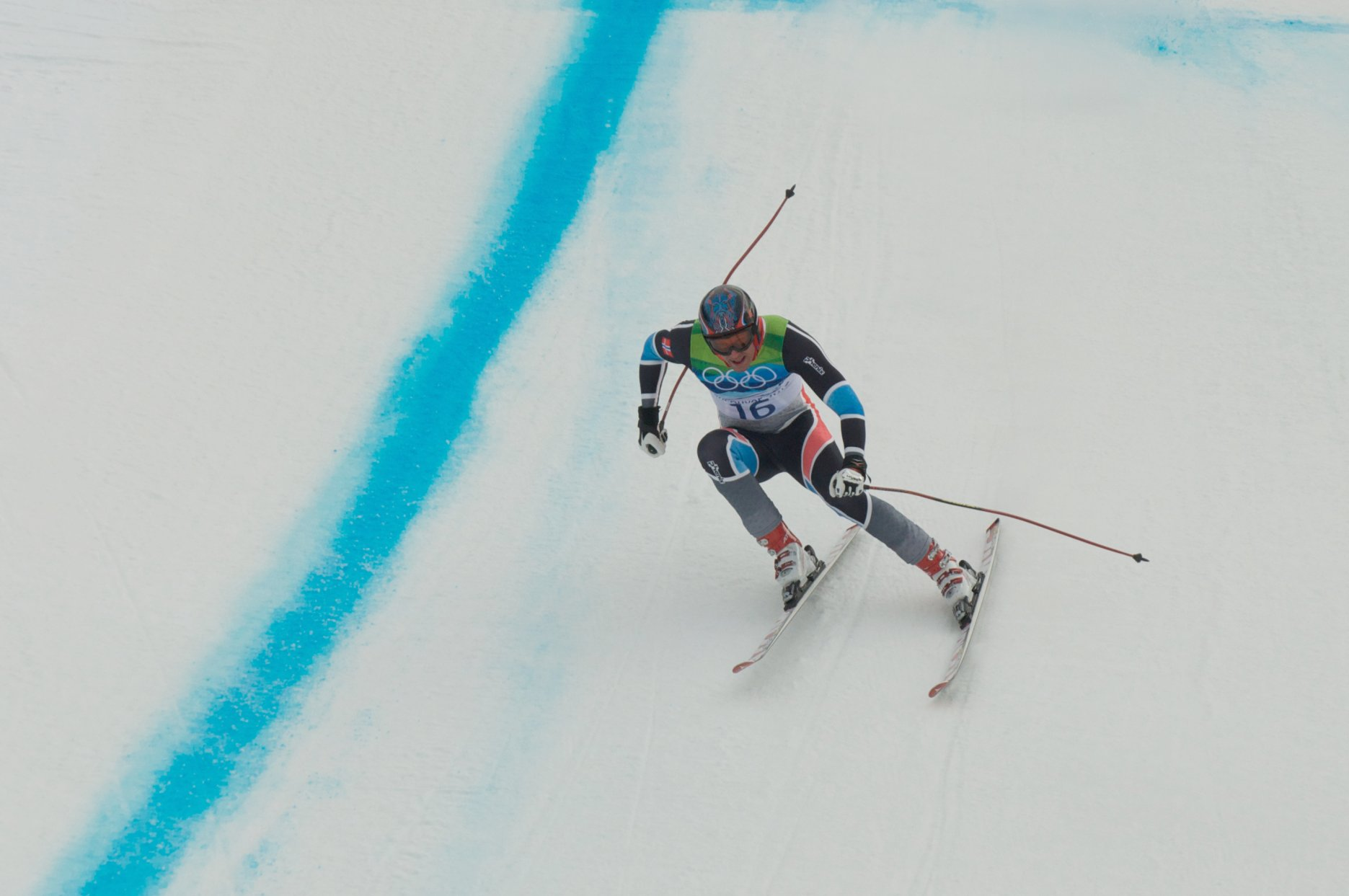
バンクーバーオリンピック滑降

2011年-2012年シーズン、ワールドカップ・スーパー大回転で種目別優勝。
2012年-2013年シーズン、世界選手権の滑降で2007年以来6年ぶりの金メダル。

## 人物・エピソード
2010年バンクーバーオリンピック直前に日本のテレビ番組『NHKスペシャル』「ミラクルボディー」（第1回：滑降　時速160km　極限の恐怖に挑む NHK、2010年2月7日放送）にて取り上げられ、肉体に関する詳細なデータが紹介される。
滑降のレース中、1分間にまばたきを一度しかせず、目から入ってくる情報をすべて克明に把握することで自分の心と身体を完璧にコントロールする能力があることも分かった。
番組内ではビーヴァークリークでの事故について「事故のことを忘れようとするのではなく、なぜあんなことが起きたのかを考え、事故の記憶と向き合いました。すごく辛い行為でした。」と語り、また自身の心と身体をいかにコントロールするかについては「勝つためには強い心を持つことが必要です。狂気と言ってもいいかもしれません。本当の勝者になりたいと思ったら、ここが限界だなと思うところの安全装置を少しだけ外すんです。」と語った。